# Argynnis niobe
Argynnis niobe es un insecto lepidóptero ropalócero de la familia Nymphalidae.

## Distribución
Se encuentra en Europa (ausente en las islas mediterráneas, excepto el norte de Sicilia), Turquía, Oriente Medio, Irán, Asia central, Mongolia y río Amur. 
En la península ibérica está ausente al suroeste.

## Hábitat
Áreas herbosas abiertas, barrancos con vegetación dispersa y claros de bosque. La oruga se alimenta de plantas del género Viola.

## Período de vuelo e hibernación
Una generación al año entre finales de mayo y agosto, según la localidad y la altitud. Hiberna como oruga formada dentro del huevo.